# Hein ten Hoff
Hein ten Hoff (* 19. November 1919 in Süddorf, Edewecht; † 13. Juni 2003 in Hamburg) war ein deutscher Boxer und jahrelang Präsident des Bundes Deutscher Berufsboxer (BDB).

## Leben

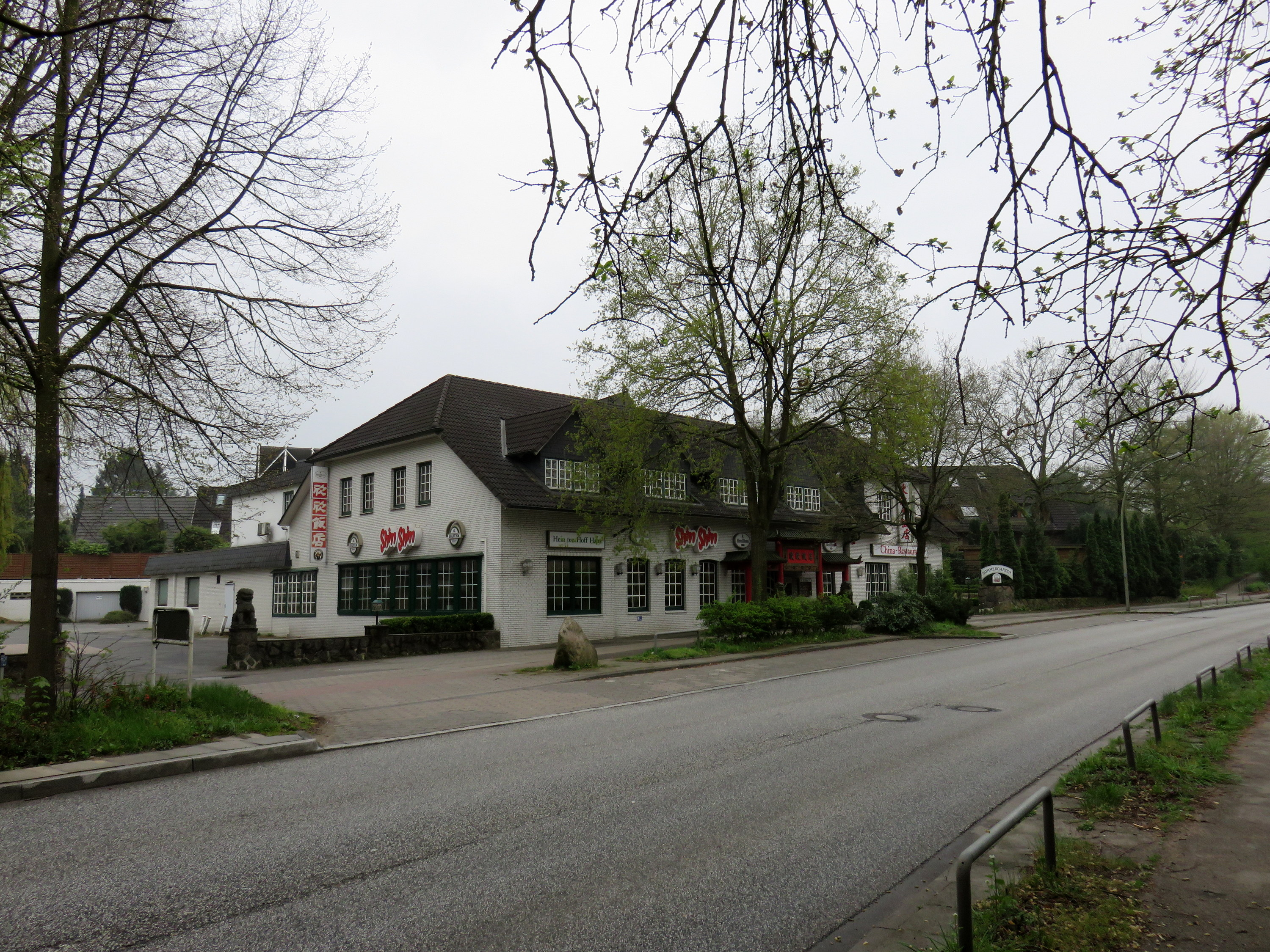
„Hein ten Hoff Haus“ in Hamburg-Sasel

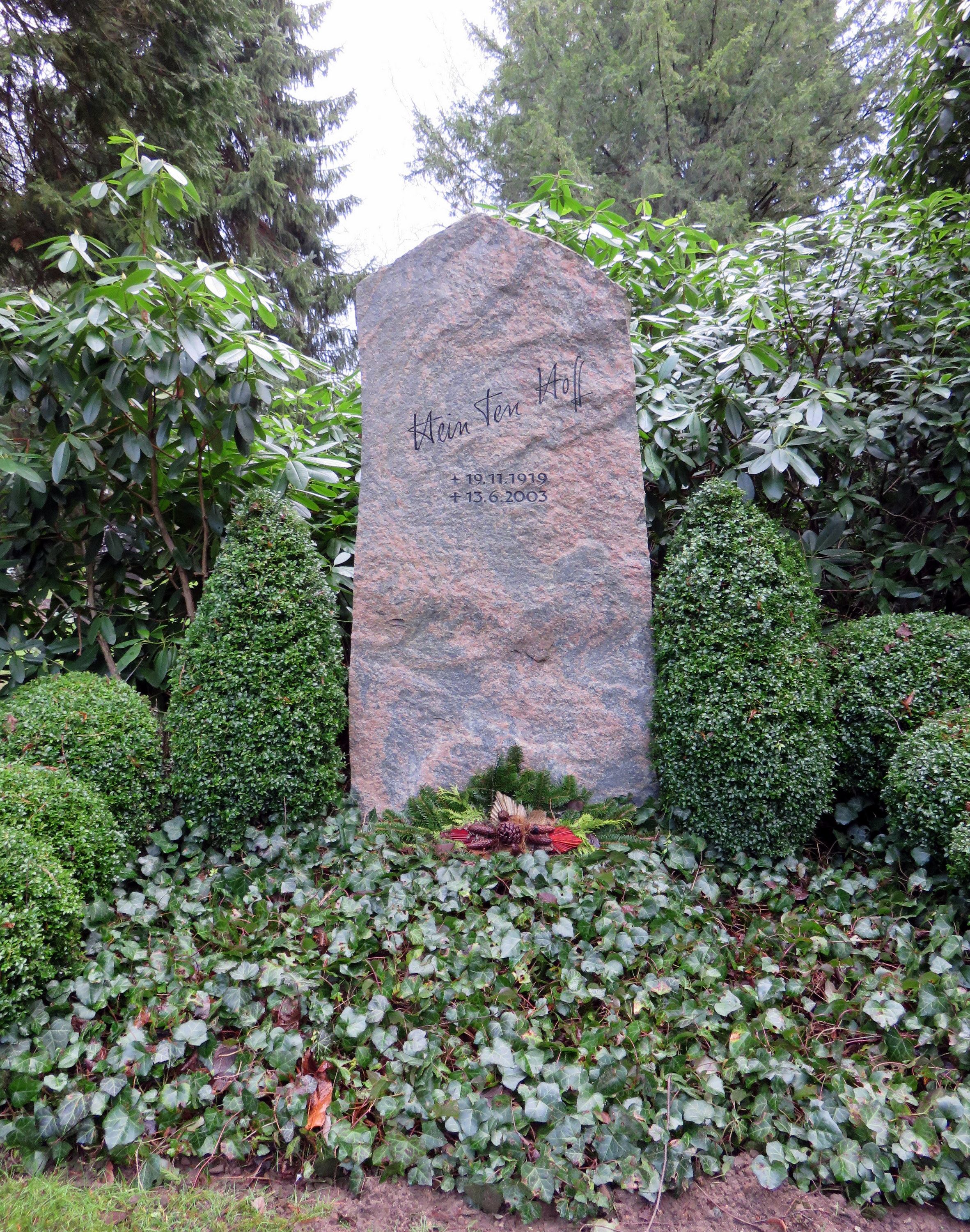
Grabstätte auf dem Friedhof Bergstedt

Hein ten Hoff wurde als Sohn eines aus den Niederlanden stammenden Landwirts in Süddorf, Gemeinde Edewecht, geboren, wo er auch aufwuchs. Die Familie war vor seiner Geburt ins Oldenburgische gezogen und nahm die deutsche Staatsangehörigkeit an. Mitte der 1930er Jahre begann der aufgrund seiner Körpergröße (je nach Quelle 1,93–1,98 m) auch „lange Hein“ genannte ten Hoff mit dem Boxsport. Er errang während des Zweiten Weltkriegs, an dem er als Frontsoldat teilnahm, sogar den Europameistertitel.
Nach Kriegsende 1945 ließ er sich in Hamburg nieder und wechselte vom Amateur- zum Profiboxen. Als deutsches Sportidol der Nachkriegszeit mit Attributen wie „Gentleman des Ringes“, „Künstler“ oder „Ästhet im Ring“ beschrieben, trug er wesentlich zur Belebung des Profiboxens bei. Schon während des Krieges trainierte er im Gasthof Saselbek in Hamburg-Sasel des Schlachtermeisters Emil Jung, seinem späteren zeitweiligen Manager. Er heiratete 1947 dessen Tochter Franziska Jung und übernahm 1950 das Ausflugslokal, das seine Frau führte. 1952 siedelte ten Hoff mit Frau und Kindern in die USA um, kehrte jedoch zurück, nachdem er nicht an die erhofften großen Kämpfe gelangen konnte. Ende der 1950er Jahre trat ten Hoff in Nebenrollen des Episodenkrimis Eine Geschichte aus Soho auf.
Nach dem Ende seiner Box-Karriere kehrte er in den 1960er Jahren kurzzeitig zum Boxen zurück und ließ sich zum Verbandspräsidenten wählen, ein Amt, das er jedoch bald wieder aufgab. Ten Hoff war Mitglied im Bund der Freimaurer und wurde 1960 in die Loge Zur Brudertreue an der Alster Nr. 805 aufgenommen. Der mit Max Schmeling befreundete ten Hoff verdingte sich weiter als Gastronom mit einer Großküche und einem Restaurant. Er lebte mit seiner Frau in Hamburg-Bergstedt und später in Ohlstedt. Der nach einem Unfall erkrankte und zuletzt unter Parkinson leidende ten Hoff verstarb mit 83 Jahren.

## Amateur
Hein ten Hoff war schon mit 19 Jahren der beste deutsche Amateur-Schwergewichtsboxer. Er bestritt insgesamt 198 Kämpfe, von denen er nur sieben verlor. 1940 wurde er durch einen Sieg über Olympiasieger Herbert Runge aus Wuppertal erstmals Deutscher Meister. 1941 und 1944 wiederholte er diesen Erfolg, wieder siegte er über Runge. Von 1939 bis 1942 bestritt er 20 Länderkämpfe (18 Siege, 1 Unentschieden, 1 Niederlage). 1942 wurde er Europameister im Schwergewicht durch Siege über Jozsef Homolya aus Ungarn, den Italiener Gino Latini und den Deutschen Richard Grupe. Die dort errungenen Titel wurden nach dem Krieg durch die AIBA annulliert, weil die Kriegsgegner Deutschlands in der so genannten Kriegseuropameisterschaft fehlten.

## Profi-Laufbahn
Er bestritt am 23. September 1945 in Hamburg seinen ersten Profikampf, am 28. August 1955 in Göteborg seinen letzten. Er wurde Deutscher Meister sowie Europameister.
Am 28. Mai 1950 boxte er in Mannheim gegen den damaligen Weltranglistenersten und späteren Weltmeister Jersey Joe Walcott, USA, und unterlag nur knapp nach Punkten. Am 29. April 1951 schlug er als einziger deutscher Schwergewichtler Tiger Jones, USA, nach Punkten. Durch den Sieg über den Engländer Jack Gardner am 23. September 1951 war er der erste deutsche Profi-Boxer, der nach dem Zweiten Weltkrieg einen Europameisterschafts-Titel nach Deutschland brachte. Herbe K.-o.-Niederlagen musste er gegen Heinz Neuhaus (in der ersten Runde) und gegen den späteren Weltmeister Ingemar Johansson aus Schweden einstecken.

### Meisterschaftskämpfe
(EM = Europameisterschaft, DM = deutsche Meisterschaft, S = Schwergewicht)
- 03. August 1946 in Hamburg, DM, S, gegen Walter Neusel, Hamburg, gewonnen nach Punkten,
- 10. Mai 1947 in Köln, DM, S, gegen Richard Grupe, Hannover, gewonnen t.k.o. 3. Runde,
- 12. Juli 1947 in Köln, DM, S, gegen Jean Kreitz, Aachen, gewonnen nach Punkten,
- 15. Oktober 1947 in Hamburg, DM, S, gegen Neusel, gewonnen k.o. 7. Runde,
- 16. Mai 1948 in Berlin, DM, S, gegen Arno Kölblin, Berlin, gewonnen k.o. 7. Runde,
- 02. September 1948 in Hamburg, DM, S, gegen Kreitz, Aachen, gewonnen k.o. 4. Runde,
- 07. Mai 1949 in Düsseldorf, DM, S, gegen Heinz Seelisch, Kiel, gewonnen nach Punkten,
- 03. Juni 1949 in München, DM, S, gegen Herbert Runge, Wuppertal, gewonnen k.o. 7. Runde,
- 18. September 1949 in Düsseldorf, DM S, gegen Neusel, gewonnen nach Punkten,
- 05. November 1949 in Hamburg, DM, S, gegen Adolf Kleinholdermann, Forchheim, gewonnen k.o. 4. Runde,
- 30. Juli 1950 in Berlin, DM S, gegen Wilson Kohlbrecher, Osnabrück, gewonnen k.o. 2. Runde,
- 15. Oktober 1950 in Dortmund, DM, S, gegen Heinz Neuhaus, Dortmund, unentschieden,
- 23. September 1951 in Berlin, EM, S, gegen Jack Gardner, England, gewonnen nach Punkten,
- 12. Januar 1952 in Brüssel, EM, S, gegen Karel Sys, Belgien, verloren nach Punkten,
- 20. Juli 1952 in Dortmund, EM u. DM, S, gegen Neuhaus, verloren durch k.o. 1. Runde.